# Louis III của Pháp
Louis III (863 / 65—5 tháng 8 năm 882) là một vị vua của Tây Francia (tiền thân của Vương quốc Pháp) từ năm 879 cho đến khi ông qua đời vào năm 882. Ông kế vị cha mình và đồng cai trị Tây Francia với người em trai Carloman II. Louis kiểm soát phần phía bắc của Tây Francia (Neustria), bao gồm cả thủ đô Paris, trong khi Carloman kiểm soát phần phía nam (Aquitania). Louis cai trị từ tháng 3 năm 880 đến ngày 5 tháng 8 năm 882, khi ông qua đời và để lại phần còn lại của Tây Francia cho em trai mình. Triều đại ngắn ngủi của ông bị ảnh hưởng sâu sắc bởi thành công quân sự mà ông có được, bao gồm cả việc ông chiến thắng người Viking phương Bắc vào tháng 8 năm 881.

## Đầu đời
Ông là người con trai cả của Louis II của Pháp và người vợ đầu tiên của ông, Ansgarde xứ Bourgogne, Louis được sinh ra trong khi cha của ông là Vua của Aquitaine và ông nội của ông là Charles Hói đang cai trị Tây Francia. Một số nghi ngờ đã được dấy lên về tính chính thống của ông, chủ yếu do cha mẹ ông đã bí mật kết hôn. May mắn cho Louis rằng ông là con đẻ hợp pháp và điều đó đã được chứng minh.
Khi Charles Hói và Louis II qua đời lần lượt vào những năm 877 và năm 879, một số quý tộc người Frank ủng hộ việc bầu Louis làm vua duy nhất, nhưng một thế lực khác ủng hộ mỗi người anh em cai trị một phần riêng biệt của vương quốc. Vào tháng 9 năm 879, Louis được đăng quang tại Tu viện Ferrières.

## Thành công trong quân sự
Vào ngày 2 tháng 2 năm 880, Louis bị đánh bại bởi Quân đội ngoại đạo người Viking trong trận Lüneburg Heath. Tuy nhiên, vào tháng 3 năm 880 tại Amiens, hai anh em phân chia vương quốc của cha họ để lại, với Louis nhận phần phía bắc và phía tây, được gọi là Neustria. Em trai ông nhận phần còn lại là phía nam và phía đông. Công tước Boso xứ Provence, một trong những trung úy đáng tin cậy nhất của Charles the Hói đã từ bỏ niềm tin với cả hai anh em và được bầu làm Vua của Provence.

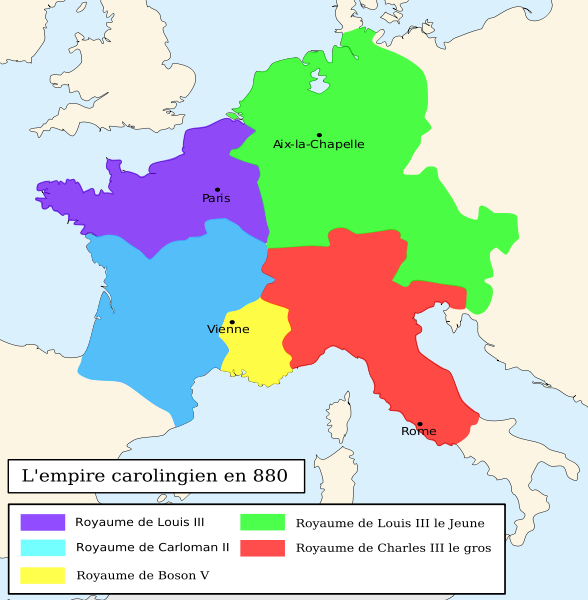
Một bản đồ cho thấy sự phân chia của Đế chế Carolingian vào năm 880. Louis và em trai của mình là Carloman đã phân chia quyền cai trị của Tây Francia theo đường lối truyền thống, với Louis kiểm soát Neustria (màu tím) và Carloman kiểm soát Aquitania (màu xanh lam).

Vào mùa hè năm 880, Carloman II và Louis III đã tiến quân chống lại Boso và chiếm được Mâcon cũng như phần phía bắc của vương quốc mà Boso cai trị. Sau đó, họ tiến hành hợp nhất lực lượng của mình với người anh em họ của họ, Charles Béo, khi đó đang cai trị Đông Francia và Vương quốc Ý, nhưng cuộc bao vây thành Vienne từ tháng 8 đến tháng 11 năm 880 đã không thành công.
Để có thể đối mặt với người Norman, hai anh em buộc phải thương lượng với người anh họ Ludwig trẻ (con trai của Ludwig Người Đức), vua của Đông Francia, người tuyên bố miền Tây Lotharingia được Hiệp ước Meerssen mua lại vào năm 870. Vào đầu năm 880, họ buộc phải nhượng lại vùng lãnh thổ cho Louis trẻ bằng cách ký kết Hiệp ước Ribemont.
Tuy nhiên, Neustria không giữ được sự an toàn nhất định. Những kẻ đột kích đã xâm chiếm Francia trong vài năm. Cuộc vây hãm Vienne thất bại của Louis đã dẫn đến nhiều vấn đề khác. Tuy nhiên, sự tồi tệ này đã không kéo dài lâu. Vào năm 881, Louis III đã đạt được một chiến thắng quan trọng trước những kẻ xâm lược người Viking, những kẻ xâm lược đã liên tục hoành hành kể từ triều đại của ông nội ông trong trận Saucourt-en-Vimeu. Nhà vua và chiến thắng của ông đã được ca ngợi đến nỗi trong vòng một năm sau trận chiến, một nhà thơ vô danh đã tôn vinh ông vì cả tài năng và lòng mộ đạo của ông trong một bài thơ ngắn Ludwigslied, sáng tác bằng tiếng Đức cổ. Louis đã trở nên rất nổi tiếng nhờ sự ra đời của Ludwigslied và chiến thắng của ông.

## Qua đời và di sản

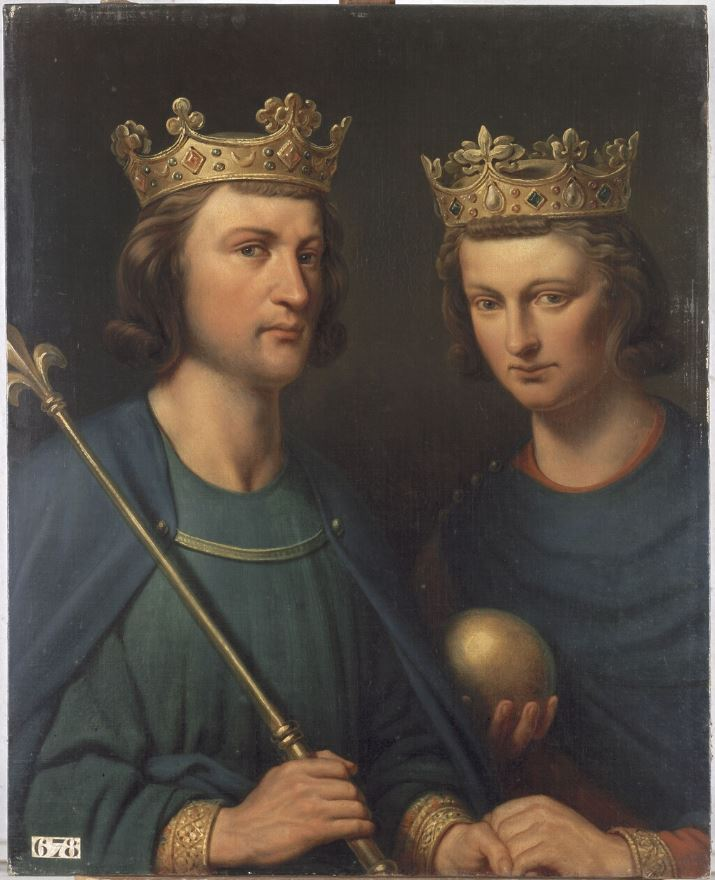
Louis III và em trai, Carloman.

Vào thời điểm đạt được nhiều thành công, Louis còn rất trẻ khi chỉ mới 16 đến 17 tuổi. Những chiến thắng rực rỡ của ông chống lại người Viking đã làm nức lòng công chúng, và ông được hầu hết người dân Francia yêu mến. Ở Neustria, ông được tôn vinh rộng rãi, và ông là người nổi tiếng nhất trong vương quốc.
Louis III qua đời vào ngày 5 tháng 8 năm 882 ở tuổi 17 tại Saint-Denis, trung tâm vương quốc mà Louis cai trị. Khi đó, ông đang đuổi theo một cô gái chạy về nhà của người cha. Bất ngờ vị vua bị đập đầu vào lanh tô (thanh ngang trên cửa) của một chiếc cửa thấp và ngã xuống, khiến cho hộp sọ của Louis bị vỡ và tử vong. Vì qua đời mà không để lại hậu duệ nên em trai của ông là Carloman II trở thành vị vua duy nhất của Tây Francia. Vị vua trẻ Louis được chôn cất trong lăng mộ hoàng gia của Vương cung thánh đường Thánh Denis.
Mặc dù chỉ trị vì trong thời gian ngắn ngủi nhưng Louis III đã được nhớ tới rất nhiều trong thời gian mà ông cai trị về tài năng quân sự. Tuy vậy trong thời hiện đại, ông bị lãng quên trầm trọng. Điều này được cho là do thời gian trị vì của ông ngắn và xét với các thành công quân sự khác thì thành tích của ông vẫn chưa đáng kể.